# مخالفة (صرف)
المخالفة أن تكون الكلمة على خلاف القانون المستنبط من تتبع لغة العرب كوجوب الإعلال في نحو قام والإدغام في نحو مد.